# Carlos Ulberg
Carlos Sao Murry Ulberg (Nueva Zelanda, 17 de noviembre de 1990, Nueva Zelanda) es un artista marcial mixto neozelandés que compite en la división de peso semipesado de Ultimate Fighting Championship. Desde el 1 de abril de 2025, ocupa el puesto #3 en el ranking de peso mediano de UFC.

## Primeros años
Nació en Nueva Zelanda de padres de ascendencia alemana, maorí y samoana. Fue criado por una familia de acogida en South Auckland desde los cuatro años y asistió al Colegio Hillary durante toda su formación. Comenzó a jugar a la Rugby league de niño, deporte en el que posteriormente competiría a nivel semiprofesional cuando se convirtió en representante de Counties-Manukau. Fue concursante del reality de televisión Game Of Bros en 2018 y le ofrecieron dos veces la oportunidad de protagonizar la versión neozelandesa de The Bachelor.
Trabaja a tiempo parcial como modelo.

## Carrera como boxeador
En agosto de 2015 luchó en su primer y único combate de boxeo profesional, con su compañero de cuadra Sam Rapira como evento principal. Se enfrentó al invicto boxeador Daniel Meehan. Ganó el combate por decisión unánime.

## Carrera como artista marcial mixto

### Carrera temprana
Debutó en las MMA en 2011 para la promoción King of the Door cuando se enfrentó a Kaota Puna y ganó el combate por KO en el segundo asalto.

### Dana White's Contender Series
Compitió en el Dana White's Contender Series 34 el 4 de noviembre de 2020 y se ganó un contrato con Ultimate Fighting Championship mediante un KO en el primer asalto sobre Bruno Oliveira.

### Ultimate Fighting Championship
Debutó en la UFC el 6 de marzo de 2021 contra Kennedy Nzechukwu en UFC 259. Perdió el combate por KO en el segundo asalto. Este combate le valió el premio a la Pelea de la Noche.
Se enfrentó a Fabio Cherant el 12 de febrero de 2022 en UFC 271. Ganó el combate por decisión unánime.
Se enfrentó a Tafon Nchukwi el 25 de junio de 2022 en UFC on ESPN: Tsarukyan vs. Gamrot. Ganó el combate por TKO en el primer asalto.
Se enfrentó a Nicolae Negumereanu el 12 de noviembre de 2022 en UFC 281. Ganó el combate por KO en el primer asalto.
Ulberg enfrentó a Ihor Potieria el 13 de mayo de 2023 en UFC on ABC 4. Ganó la pelea por nocaut técnico en el primer asalto. Esta victoria lo hizo merecedor del premio a la Actuación de la noche.
Ulberg enfrentó a Jung Da-un el 10 de septiembre de 2023 en UFC 293. Ganó la pelea mediante una sumisión en el tercer asalto.
Ulberg estaba programado para enfrentar a Dominick Reyes el 20 de enero de 2024 en UFC 297. Sin embargo, a finales de diciembre de 2023, se anunció que el partido se suspendió debido a una lesión sufrida por Ulberg. El par fue reprogramado para enfrentarse en UFC on ESPN 54  el 30 de marzo de 2024. Sin embargo, el 23 de enero, se anunció que Reyes se había retirado de la pelea y fue reemplazado por Alonzo Menifield. El 20 de febrero de 2024 se informó que la pelea contra Menifield fue reprogramada para UFC en ESPN 56 el 11 de mayo de 2024. Ulberg ganó la pelea por nocaut técnico en el primer asalto. Esta pelea lo hizo merecedor de otro premio a la Actuación de la Noche.
Ulberg estaba programado para reemplazar a Khalil Rountree Jr. y enfrentarse al ex Campeón de Peso Semipesado de UFC Jamahal Hill el 29 de junio de 2024, en UFC 303. Sin embargo, Hill se retiró debido a una lesión y fue reemplazado por Anthony Smith. Posteriormente, una semana antes del evento, Ulberg se retiró de la pelea por razones desconocidas y fue reemplazado por Roman Dolidze.

## Campeonatos y logros

### Artes marciales mixtas
- Ultimate Fighting Championship
  - Pelea de la Noche (Una vez) vs. Kennedy Nzechukwu [15]
  - Actuación de la Noche (Dos veces) vs. Ihor Potieria y Alonzo Menifield[24][32]
  - Tercer nocaut más rápido en la historia de la división de peso semipesado de UFC (0:12 vs Alonzo Menifield)[36]

### Kickboxing
- King in the Ring
  - Campeón del torneo King in the Ring 2017 de 100 kg
  - Campeón del torneo King in the Ring 2019 de 92 kg[37]

## Récord en artes marciales mixtas
| Resultado | Récord | Oponente            | Método                      | Evento                              | Fecha                    | Ronda | Tiempo | Localización                  | Notas                        |
| --------- | ------ | ------------------- | --------------------------- | ----------------------------------- | ------------------------ | ----- | ------ | ----------------------------- | ---------------------------- |
| Victoria  | 12-1   | Jan Błachowicz      | Decisión (unánime)          | UFC Fight Night: Edwards vs. Brady  | 22 de marzo de 2025      | 3     | 5:00   | Londres                       |                              |
| Victoria  | 11-1   | Volkan Oezdemir     | Decisión (unánime)          | UFC Fight Night: Yan vs. Figueiredo | 23 de noviembre de 2024  | 3     | 5:00   | Macao                         |                              |
| Victoria  | 10-1   | Alonzo Menifield    | TKO (golpes)                | UFC on ESPN: Lewis vs. Nascimento   | 11 de mayo de 2024       | 1     | 0:12   | San Luis, Misuri              | Actuación de la Noche        |
| Victoria  | 9-1    | Jung Da-un          | Sumisión (rear-naked choke) | UFC 293                             | 10 de septiembre de 2023 | 3     | 4:49   | Sídney                        |                              |
| Victoria  | 8-1    | Ihor Potieria       | TKO (golpes)                | UFC on ABC: Rozenstruik vs. Almeida | 13 de mayo de 2023       | 1     | 2:09   | Charlotte, Carolina del Norte | Actuación de la Noche        |
| Victoria  | 7-1    | Nicolae Negumereanu | KO (golpes)                 | UFC 281                             | 12 de noviembre de 2022  | 1     | 3:44   | Nueva York                    |                              |
| Victoria  | 6-1    | Tafon Nchukwi       | TKO (golpes)                | UFC on ESPN: Tsarukyan vs. Gamrot   | 25 de junio de 2022      | 1     | 1:15   | Las Vegas, Nevada             |                              |
| Victoria  | 5-1    | Fabio Cherant       | Decisión (unánime)          | UFC 271                             | 12 de febrero de 2022    | 3     | 5:00   | Houston, Texas                |                              |
| Derrota   | 4-1    | Kennedy Nzechukwu   | KO (puñetazos)              | UFC 259                             | 6 de marzo de 2021       | 2     | 3:19   | Las Vegas, Nevada             | Pelea de la Noche.           |
| Victoria  | 4-0    | Bruno Oliveira      | KO (puñetazos)              | Dana White's Contender Series 34    | 4 de noviembre de 2020   | 1     | 2:02   | Las Vegas, Nevada             | Regreso al peso semipesado.  |
| Victoria  | 3-0    | John Martin Fraser  | Decisión (unánime)          | Eternal MMA 40                      | 8 de diciembre de 2018   | 3     | 5:00   | Perth                         | Debut en el peso pesado.     |
| Victoria  | 2-0    | Umed Rakhmatulloyev | TKO (golpes y rodillazo)    | WKG International MMA Tournament 3  | 25 de agosto de 2016     | 1     | 3:03   | Heilongjian                   |                              |
| Victoria  | 1-0    | Kaota Puna          | TKO (puñetazos)             | King of the Door: Submission 2      | 26 de agosto de 2011     | 2     | N/A    | Auckland                      | Debut en el peso semipesado. |